# Negatív hőmérséklet

Az SI hőmérséklet/hidegség átváltási skála: a Kelvin-skálán mért hőmérsékletek kékkel, a Celsius-skálán mértek zölddel, a Fahrenheit-skálán mértek pirosal, a GB/nJ-ban megadott hidegség feketével. A végtelen hőmérséklet (0 hidegség) az ábra tetején, a pozitív hőmérséklet/hidegség jobboldalt, a negatív baloldalt.

Egyes rendszerek negatív abszolút hőmérsékletet érhetnek el, vagyis hőmérsékletük a Kelvin-skálán negatív értékkel fejezhető ki. Ez megkülönböztetendő a nem termodinamikai Celsius- vagy Fahrenheit-skálán mért negatív értékekkel leírt hőmérsékletektől, melyek az abszolút nulla felett vannak. A Kelvin-skálán negatív hőmérsékletű rendszer melegebb, mint bármilyen pozitív hőmérsékletű rendszer. Egy negatív és egy pozitív hőmérsékletű rendszer találkozásakor a hő a negatív hőmérsékletű rendszertől a pozitív hőmérsékletűhöz kerül. Erre példa a lézerek populációinverziója.
Korlátlan fázisterű termodinamikai rendszerek hőmérséklete nem lehet negatív: velük hőt közölve mindig nő az entrópiájuk. Energianövekedés melletti entrópiacsökkenéshez a rendszer entrópiájának „feltöltése” kell, ez csak korlátozott számú nagy energiájú állapot esetén lehetséges. Normál részecskék (például atomok vagy por) esetén a nagy energiájú állapotok száma korlátlan (a részecskemomentumok elvben korlátlanul növekedhetnek). Egyes rendszereknek azonban van egy maximális mennyiségű energiájuk, melyhez közelítve entrópiájuk csökkenni kezd.

## Történet
A negatív hőmérséklet lehetőségét először Lars Onsager feltételezte 1949-ben. Onsager 2 dimenziós örvényeket vizsgált véges területen, és felismerte, hogy mivel helyzetük a momentumaiktól nem független szabadságfok, az így adott fázistér is véges. A határos fázistér teszi lehetővé a negatív hőmérsékleteket, és klasszikus és kvantumrendszerekben is előfordulhat. Egy véges fázisterű rendszer entrópiája az energia növelésével elér egy maximumot, a csúcs feletti energiák esetén az entrópia csökken, és a nagy energiájú állapotok Boltzmann-hőmérséklete negatív.
A negatív hőmérsékletű rendszer állapotainak korlátossága azt jelenti, hogy a negatív hőmérséklet a rendszer nagy energiákon megjelenő rendezettségével függ össze. Például Onsager pontörvény-analízisében negatív hőmérsékleten örvénycsoportok jelennek meg. E spontán rendezettség az egyensúlyi statisztikai mechanikában a növekvő energia növekvő rendezetlenséggel való intuitív kapcsolatával ellentétes.

## Hőmérséklet-definíció
Az abszolút hőmérsékleti (Kelvin-) skála a rendszer részecskéinek átlagos kinetikus energiájaként is értelmezhető. A negatív hőmérséklet léte és az, hogy a negatív hőmérséklet „melegebb” rendszereket jelent a pozitívnál, ezen értelmezésben ellentmondásos. Ezt feloldja a hőmérséklet Boltzmann entrópiaképlete útján való pontosabb definíció. Ez a rendszer belső energiájának és entrópiájának kapcsolatát mutatja meg, ahol a „hidegség” az alapvetőbb mennyiség. A pozitív hőmérsékletű rendszerek entrópiája az energia hozzáadásával növekszik, a negatív hőmérsékletűeké csökken.
A hőmérséklet (T) definíciója egy rendszer entrópiájának (S) változásától függ {\displaystyle Q_{\mathrm {rev} }} reverzibilis hőtranszfer mellett:
{\displaystyle T={\frac {dQ_{\mathrm {rev} }}{dS}}.}
Az entrópia állapotfüggvény, így dS ciklikus folyamaton való integrálja 0. Egy olyan rendszerben, melynek entrópiája kizárólag az energia függvénye, a hőmérséklet az alábbi módon határozható meg:
{\displaystyle T=\left({\frac {dS}{dE}}\right)^{-1}.}
Ugyanígy a termodinamikai béta az alábbi módon határozható meg:
{\displaystyle \beta ={\frac {1}{kT}}={\frac {1}{k}}{\frac {dS}{dE}},}
ahol k a Boltzmann-állandó.
A klasszikus termodinamikában S definiálható a hőmérséklettel. Itt fordítva történik: S a statisztikai entrópia, a rendszer mikroállapotainak függvénye, a hőmérséklet az energiaszintek lehetséges állapotok közti eloszlásáról ad információt. Sok szabadságfokú rendszerek esetén a statisztikai és a termodinamikai entrópia egymással konzisztensek.
Egyes elméletek alternatív entrópiadefiníciót kívántak használni a termodinamikai és a statisztikai entrópia feltételezett különbségeire kis és az energiával csökkenő állapotszámú rendszerek esetén, az ezen entrópiákból levezethető hőmérsékletek eltérnek. Bár egyesek szerint ezek más inkonzisztenciákat okoznának, támogatóik szerint ez látszólagos.

## Hő- és molekulárisenergia-eloszlás
A egatív hőmérsékletek csak korlátozott számú energiaállapotú rendszerben létezhetnek. Egy ilyen rendszer hőmérsékletének növekedésével a részecskék egyre magasabb energiájú állapotokba kerülnek, és az alacsonyabb és magasabb energiájú részecskék száma egyenlővé válik a hőmérséklet véges állapotú rendszerekre való statisztikai mechanikai értelmezésének következtében. További energia-hozzáadással készíthető több magasabb energiájú részecskét tartalmazó rendszer, ekkor az negatív hőmérsékletűnek tekinthető. Tehát a negatív hőmérsékletű anyagok nem hidegebbek az abszolút nullánál, hanem melegebbek a végtelen hőmérsékletnél. Kittel és Kroemer (462. o.) szerint:
A hőmérsékleti skála hidegtől melegig:
+0 K (−273,15 °C), …, +100 K (−173,15 °C), …, +300 K (+26,85 °C), …, +1000 K (+726,85 °C), …, +∞ K (+∞ °C), −∞ K (−∞ °C), …, −1000 K (−1273,15 °C), …, −300 K (−573,15 °C), …, −100 K (−373,15 °C), …, −0 K (−273,15 °C).
A megfelelő fordított hőmérsékleti skála {\displaystyle \beta ={\frac {1}{kT}}}-ra nézve (ahol k a Boltzmann-állandó) így halad folytonosan alacsonytól magas energiáig: +∞, …, 0, …, −∞. Mivel nem ugrik hirtelen +∞-től −∞-re, a β-t gyakran természetesebbnek tekintik T-nél. Egy rendszernek lehet több negatív hőmérsékletű része, így −∞–+∞ ugrása is.
Sok fizikai rendszerben a hőmérsékletet az atomok kinetikus energiájával hozzák összefüggésbe. Mivel egy atom momentumának nincs felső határa, így az energiaállapotok számának sincs felső határa, és nincs lehetőség negatív hőmérsékletre. Azonban a statisztikai mechanikában a hőmérséklet nemcsak a kinetikus energiához járulhat hozzá.

## Hőmérséklet és rendezetlenség
Az energia különböző mozgási, vibrációs, forgási, elektronikai és magi rendszermódok közti eloszlása határozza meg a makroszkopikus hőmérsékletet. „Normál” rendszerben a hőenergia ezek közt folytonosan cserélődik.
Azonban egyes esetekben izolálhatók az egyes módok. A gyakorlatban az izolált módok a többivel szintén cserélnek energiát, de ennek sebessége lassabb, mint az izolált módban való cseréké. Erre példa az atommagspinek esete erős külső mágneses mezőben. Ekkor a kölcsönható atomok spinállapotai közt gyorsan adódik át energia, de a magspinek és más módok közt lassan. Mivel a spinrendszeren belül van főleg energiaátvitel, logikus spinhőmérsékletről beszélni, mely más módok hőmérsékletétől eltér.
A hőmérséklet definíciója az alábbi kapcsolaton alapul:
{\displaystyle T={\frac {dQ_{\mathrm {rev} }}{dS}}}
E kapcsolat alapján a pozitív hőmérséklet hőenergiaként növekvő entrópiához tartozik. Ez a „normál” állapot a makroszkopikus világban, és a mozgási, vibrációs, forgási és nem spinhez kapcsolódó elektronikai és magi módokra mindig jellemző, mivel végtelen sok ilyen mód van, így a hő hozzáadása az energetikailag elérhető módok számát növeli, növelve az entrópiát.

## Példák

### Nem kölcsönható kétszintű részecskék
A legegyszerűbb, de nem fizikai példa egy N egymással nem kölcsönható részecskéből álló rendszer, melyek energiája vagy +ε, vagy −ε. Ez az Ising-modell határesete, ahol a kölcsönhatás elhanyagolható. A rendszer összenergiája
{\displaystyle E=\varepsilon \sum _{i=1}^{N}\sigma _{i}=\varepsilon j,}
ahol {\displaystyle \sigma _{i}} az i. részecske előjele, j a pozitív és negatív energiájú részecskék számának különbsége. Így az adott energiájú és részecskeszámú mikroállapotok száma
{\displaystyle \Omega _{E}={\binom {N}{\frac {N+j}{2}}}={\frac {N!}{\left({\frac {N+j}{2}}\right)!\left({\frac {N-j}{2}}\right)!}}.}
A statisztikai mechanika alaptétele alapján a mikrokanonikus ensemble entrópiája
{\displaystyle S=k_{\text{B}}\ln \Omega _{E}}
A termodinamikai béta (β = Sablon:Sfrac) kiszámítható azt központi különbségként tekintve a kontinuumhatár számítása nélkül:
{\displaystyle {\begin{aligned}\beta &={\frac {1}{k_{\mathrm {B} }}}{\frac {\delta _{2\varepsilon }[S]}{2\varepsilon }}\\[3pt]&={\frac {1}{2\varepsilon }}\left(\ln \Omega _{E+\varepsilon }-\ln \Omega _{E-\varepsilon }\right)\\[3pt]&={\frac {1}{2\varepsilon }}\ln \left({\frac {\left({\frac {N+j-1}{2}}\right)!\left({\frac {N-j+1}{2}}\right)!}{\left({\frac {N+j+1}{2}}\right)!\left({\frac {N-j-1}{2}}\right)!}}\right)\\[3pt]&={\frac {1}{2\varepsilon }}\ln \left({\frac {N-j+1}{N+j+1}}\right).\end{aligned}}}
Innen a hőmérséklet
{\displaystyle T(E)={\frac {2\varepsilon }{k_{\text{B}}}}\left[\ln \left({\frac {(N+1)\varepsilon -E}{(N+1)\varepsilon +E}}\right)\right]^{-1}.}
Ez feltételezi, hogy a mikrokanonikus ensemble energiája fix, hőmérséklete a megjelenő jellemző. Kanonikus ensemble-ban a hőmérséklet rögzített, az energia a megjelenő tulajdonság. Ez alapján (ε a mikroállapotokra utal):
{\displaystyle {\begin{aligned}Z(T)&=\sum _{i=1}^{N}e^{-\varepsilon _{i}\beta }\\[6pt]E(T)&={\frac {1}{Z}}\sum _{i=1}^{N}\varepsilon _{i}e^{-\varepsilon _{i}\beta }\\[6pt]S(T)&=k_{\text{B}}\ln(Z)+{\frac {E}{T}}\end{aligned}}}
Az előbbi példa alapján két szint és két részecske esetén az {\displaystyle \varepsilon _{1}=0,\varepsilon _{2}=1,\varepsilon _{3}=1,\varepsilon _{4}=2} mikroállapotok vannak.
{\displaystyle {\begin{aligned}Z(T)&=e^{-0\beta }+2e^{-1\beta }+e^{-2\beta }\\[3pt]&=1+2e^{-\beta }+e^{-2\beta }\\[6pt]E(T)&={\frac {0e^{-0\beta }+2\times 1e^{-1\beta }+2e^{-2\beta }}{Z}}\\[3pt]&={\frac {2e^{-\beta }+2e^{-2\beta }}{Z}}\\[3pt]&={\frac {2e^{-\beta }+2e^{-2\beta }}{1+2e^{-\beta }+e^{-2\beta }}}\\[6pt]S(T)&=k_{\text{B}}\ln \left(1+2e^{-\beta }+e^{-2\beta }\right)+{\frac {2e^{-\beta }+2e^{-2\beta }}{\left(1+2e^{-\beta }+e^{-2\beta }\right)T}}\end{aligned}}}
S, E és Z megfelelő értékei növekednek T-vel, és sose lesz negatív hőmérséklet.

### Magspinek
Az előbbi példa közelítőleg teljesül külső mágneses mezőben lévő magok spinjeire. Ez lehetővé teszi a kísérlet mágneses magrezonancia változataként történő futtatását. Elektronikai és magspinrendszerek esetén csak véges számú, gyakran csak 2 mód van, melyek a fel- és lemutató spinnek felelnek meg. Mágneses mező hiányában ezek elfajultak, vagyis azonos energiájúak. Külső mágneses mezőben az energiaszintek elválnak, a mágneses mezővel párhuzamos spinek energiája eltér az antipárhuzamosakétól.
Mágneses mező hiányában, például kétspines rendszerben maximális entrópia esetén az atomok fele fel, felük lemutató spinnel rendelkezik, így a spinek eloszlása közel egyenlő. Mágneses mező jelenlétében egyes atomok a rendszer energiájának minimalizálására rendeződnek, így több atom állapota lesz alacsonyabb energiájú. A spinrendszerhez energia adható rádiófrekvenciás módon. Ez az atomok fordulását okozza.
Mivel az atomok több mint fele alacsonyabb energiaállapotú volt, ez előbb egyenlő arányú keveréket hoz létre, így az entrópia a pozitív hőmérsékletnek megfelelően növekszik. Azonban egy ponton túl a spinek több mint fele a magasabb energiájú állapotba kerül. Ekkor több energia hozzáadásával csökken az entrópia, mivel az egyenlő arányú keveréktől távolabb kerül a rendszer. Ez az entrópiacsökkenés negatív hőmérsékletnek felel meg. Ez adott spinhez 180° feletti szélességű pulzusoknak felel meg. Míg szilárd anyagokban az energiacsökkenés gyors, néhány másodperc kell ehhez az oldatokban, és még több gázokban és ultrahideg rendszerekben: pikokelvines hőmérsékletű ezüst és ródium esetén például több óra. Fontos, hogy csak a magspineket figyelembe véve negatív a hőmérséklet. Más szabadságfokok, például a vibrációs, az elektronikai és az elektronspinszintek hőmérséklete pozitív, így az anyag hője pozitív. Az energiacsökkenés a magspinek és más állapotok energiacseréjével történik (például más spinekkel való magi Overhauser-hatás révén).

### Lézerek
E jelenség sok lézerrendszerben megfigyelhető, ahol a rendszer sok atomja (kémiai és gázlézerek esetén) vagy elektronja (félvezetőlézerek esetén) gerjesztett. Ez a populációinverzió.
Egy lumineszcens sugárzási mező Hamilton-értéke {\displaystyle H=(h\nu -\mu )a^{\dagger }a.}
A nagy kanonikus ensemble sűrűségoperátora {\displaystyle \rho ={\frac {e^{-\beta H}}{\operatorname {Tr} \left(e^{-\beta H}\right)}}.}
Hogy legyen alapállapot, a nyom konvergáljon, és a sűrűségoperátor értelmes legyen, {\displaystyle \beta H}-nak pozitív féldefiniáltnak kell lennie. Így ha {\displaystyle h\nu <\mu }, és H negatív féldefiniált, β-nak negatívnak kell lennie, negatív hőmérsékletet adva.

### Mozgási szabadságfokok
Negatív hőmérsékletek elérhetők mozgási szabadságfokok terén is. Optikai rácsot használva hideg kálium-39-atomok kinetikus, interakciós és potenciális energiái korlátozhatók az atomok kölcsönhatásainak Feshbach-válasz révén taszítóból vonzóvá, a harmonikus potenciál csapdázóból anticsapdázóvá alakításával, így a Bose–Hubbard-operátor Ĥ-ból −Ĥ-vá alakult. Ezt adiabatikusan elvégezve, miközben az atomok Mott-szigetelőkben vannak, lehet az alacsony entrópiájú pozitív hőmérsékletűből alacsony entrópiájú negatív hőmérsékletű állapot előállítása. Ez utóbbiban az atomok a rács maximális momentumú helyzetét foglalják el. A negatív hőmérsékletű ensemble-ok egyensúlyba kerültek, és hosszú életűek voltak anticsapdázó harmonikus potenciálban.

### Kétdimenziós örvénymozgás
A kétdimenziós véges területű örvényrendszerek negatív hőmérsékletű egyensúlyi állapotokat alkothatnak, ezt klasszikus pontörvényekről szóló tanulmányában Onsager előrejelezte. Onsager jóslatát kvantumörvényrendszerrel kísérletileg igazolták Bose–Einstein-kondenzátumban 2019-ben.

## Fordítás
Ez a szócikk részben vagy egészben  a   Negative temperature című angol Wikipédia-szócikk ezen változatának fordításán alapul.  Az eredeti cikk szerkesztőit annak laptörténete sorolja fel. Ez a jelzés csupán a megfogalmazás eredetét és a szerzői jogokat jelzi, nem szolgál a cikkben szereplő információk forrásmegjelöléseként.